# The Blood of Gods
The Blood of Gods è il quattordicesimo album in studio del gruppo musicale statunitense GWAR, pubblicato nel 2017 dalla Metal Blade Records.

## Tracce
1. War on Gwar – 7:21
2. Viking Death Machine – 4:15
3. El Presidente – 4:21
4. I'll Be Your Monster – 3:09
5. Auroch – 4:05
6. Swarm – 4:33
7. The Sordid Soliloquy of Sawborg Destructo – 4:07
8. Death to Dickie Duncan (Featuring MC Chris) – 3:39
9. Crushed By the Cross – 3:57
10. Fuck This Place – 5:08
11. Phantom Limb – 6:10
12. If You Want Blood (You Got It) (AC/DC cover) – 5:05